# Pula-pula-amarelo
Mariquita-amarelada, pula-pula-amarelo ou canário-do-mato (Myiothlypis flaveolus) é uma espécie de ave da família Parulidae, tribo Parulini.
Pode ser encontrada nos seguintes países: Argentina, Bolívia, Brasil, Colômbia, Guiana, Paraguai e Venezuela.
Os seus habitats naturais são florestas secas tropicais ou subtropicais e florestas subtropicais ou tropicais húmidas de baixa altitude.